# Lohmannella norvegica
Lohmannella norvegica is een mijtensoort uit de familie van de Halacaridae. De wetenschappelijke naam van de soort is voor het eerst geldig gepubliceerd in 1927 door Viets.